# Alaska State Legislature

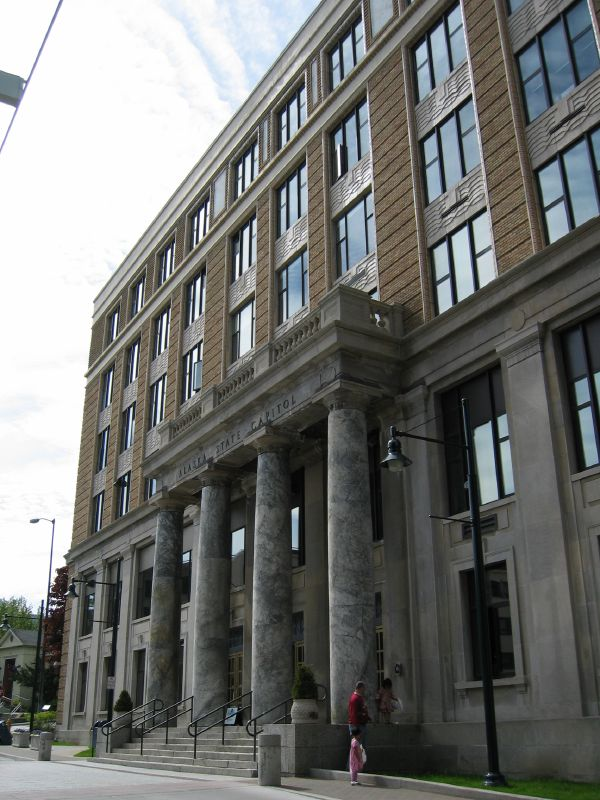
Die State Legislature tagt im Alaska State Capitol

Die Alaska State Legislature ist die State Legislature und damit die Legislative des US-Bundesstaats Alaska und wurde durch die staatliche Verfassung 1956 geschaffen, die 1959 mit der Aufnahme Alaskas in die Union in Kraft trat. Sie besteht aus dem Repräsentantenhaus von Alaska, das als Unterhaus fungiert, sowie dem Senat von Alaska als Oberhaus. Die State Legislature tagt im Alaska State Capitol in Juneau, das auch Sitz des Gouverneurs und seines Stellvertreters ist.
Das Repräsentantenhaus besteht aus 40 Mitgliedern, der Senat aus 20. Das Repräsentantenhaus wird für zwei Jahre gewählt. Die Amtszeit der Senatoren beträgt vier Jahre, jeweils die Hälfte des Senats wird gleichzeitig mit dem Repräsentantenhaus gewählt. Der Wahltag fällt mit dem des Bundeskongresses zusammen.
Wählbar sind US-Bürger, die seit mindestens drei Jahren in Alaska und mindestens ein Jahr im entsprechenden Wahlbezirk leben, und die im Wählerregister eingetragen sind. Das Mindestalter beträgt 25 Jahre für den Senat, 21 Jahre für das Repräsentantenhaus.